# WNBA Sixth Woman of the Year Award
WNBA Sixth Woman of the Year Award – coroczna nagroda żeńskiej ligi koszykówki Women's National Basketball Association (WNBA) przyznawana od 2007 roku najlepszej rezerwowej zawodniczce ligi.
Laureatka nagrody jest wybierana przez panel złożony z dziennikarzy oraz sprawozdawców sportowych z całych Stanów Zjednoczonych. Każdy z nich oddaje głos na pierwsze, drugie i trzecie miejsce. Pierwsze miejsce otrzymuje pięć punktów, drugie - trzy, trzecie - jeden. Zawodniczka z najwyższą sumą punktów otrzymuje nagrodę.
Aby zawodniczka została uwzględniona w głosowaniu musi wystąpić jako rezerwowa w większej ilości spotkań sezonu regularnego, aniżeli jako zawodniczka składu podstawowego.

## Laureatki
Cyfra w nawiasie oznacza kolejny wybór tej samej zawodniczki.
| Rok  | Zawodniczka        | Nar.              | Zespół             |
| ---- | ------------------ | ----------------- | ------------------ |
| 2007 | Plenette Pierson   | Stany Zjednoczone | Detroit Shock      |
| 2008 | Candice Wiggins    | Stany Zjednoczone | Minnesota Lynx     |
| 2009 | DeWanna Bonner     | Stany Zjednoczone | Phoenix Mercury    |
| 2010 | DeWanna Bonner (2) | Stany Zjednoczone | Phoenix Mercury    |
| 2011 | DeWanna Bonner (3) | Stany Zjednoczone | Phoenix Mercury    |
| 2012 | Renee Montgomery   | Stany Zjednoczone | Connecticut Sun    |
| 2013 | Riquna Williams    | Stany Zjednoczone | Tulsa Shock        |
| 2014 | Allie Quigley      | /                 | Chicago Sky        |
| 2015 | Allie Quigley (2)  | /                 | Chicago Sky        |
| 2016 | Jantel Lavender    | Stany Zjednoczone | Los Angeles Sparks |
| 2017 | Sugar Rodgers      | Stany Zjednoczone | New York Liberty   |
| 2018 | Jonquel Jones      | Bahamy            | Connecticut Sun    |
| 2019 | Dearica Hamby      | Stany Zjednoczone | Las Vegas Aces     |
| 2020 | Dearica Hamby (2)  | Stany Zjednoczone | Las Vegas Aces     |
| 2021 | Kelsey Plum        | Stany Zjednoczone | Las Vegas Aces     |
| 2022 | Brionna Jones      | Stany Zjednoczone | Connecticut Sun    |
| 2023 | Alysha Clark       | /                 | Las Vegas Aces     |
| 2024 | Tiffany Hayes      | /                 | Las Vegas Aces     |